# جيمس روجرز ماكونيل
جيمس روجرز ماكونيل (بالإنجليزية: James Rogers McConnell)‏ هو طيار أمريكي، ولد في 14 مارس 1887 في شيكاغو في الولايات المتحدة، وتوفي في 19 مارس 1917.